# バーニー・ロス

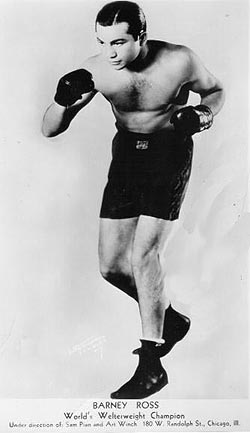
バーニー・ロス

バーニー・ロス（Barney Ross、1909年12月23日 - 1967年1月17日、本名バーネット・デビッド・ラソフスキー）は、アメリカ合衆国出身のプロボクサー。ニューヨーク生まれ。世界ライト級、ジュニア・ウェルター級、およびウェルター級チャンピオン。ユダヤ系。世界3階級制覇王者。

## 略歴
シカゴの貧民街の育つ。14歳の時に父を強盗に殺され、母はそのショックで精神を病み、一家は離散するという悲惨な少年時代を過ごし、一時はギャングの使い走りまでやった。
賞品欲しさにアマチュアのリングに上がるようになり、1929年にプロ転向する。1933年6月23日、当時2冠を同時に保持していた名王者トニー・カンゾネリを壮絶な打撃戦の末、判定で破り、ライト級、ジュニア・ウェルター級のタイトルを一挙に獲得する。同年9月12日、再戦でカンゾネリを返り討ちにする。
ジュニア・ウェルター級タイトルを4度防衛後、翌1934年5月28日、ウェルター級のタイトルを狙って希代の強打者ジミー・マクラーニンに挑んだ。マクラーニンの強打でダウンを喫するがこれを挽回、2－1の判定で勝利し、3階級制覇を達成した。同年9月17日、マクラーニンとの再戦で判定に敗れ、タイトルを奪還されるが、翌1935年5月28日に行われた3度目の対決で勝利、遂にライバルに引導を渡した。
その後、イジー・ジャナッソ、セフェリノ・ガルシアと2度の防衛を達成し、3度目の防衛戦の相手となったのが、3階級同時制覇を目論むフェザー級王者ヘンリー・アームストロングであった。1938年5月31日、両者はロングアイランドで相見えるが、試合はロスが当初攻勢を取ったものの、アームストロングのワンサイド・ゲームとなった。打ちまくられるロスにレフェリーは試合中止を勧告するが、ロスは肯んぜず、立ったままラスト・ゴングを聞いた。この試合を最後に、ロスは引退した。
第二次世界大戦では海兵隊に志願、激戦のガダルカナル島で負傷し、痛み止めに服用したモルヒネの中毒になってしまう。長いリハビリの後、回復したロスはレフェリーとなった。1965年5月17日、ファイティング原田がエデル・ジョフレの不敗神話を崩壊させた試合のレフェリーを務めたのが、このロスであった。

## 通算戦績
81戦74勝（22KO）4敗3分け